# Singtam
Singtam (nota anche come Singtom e Singtam Bazar) è una città dell'India di 5.431 abitanti, situata nel distretto del Sikkim Orientale, nello stato federato del Sikkim. In base al numero di abitanti la città rientra nella classe V (da 5.000 a 9.999 persone).

## Geografia fisica
La città è situata a 27° 8' 60 N e 88° 22' 60 E e ha un'altitudine di 1.395 m s.l.m..

## Società

### Evoluzione demografica
Al censimento del 2001 la popolazione di Singtam assommava a 5.431 persone, delle quali 3.049 maschi e 2.382 femmine. I bambini di età inferiore o uguale ai sei anni assommavano a 648, dei quali 332 maschi e 316 femmine. Infine, coloro che erano in grado di saper almeno leggere e scrivere erano 3.867, dei quali 2.297 maschi e 1.570 femmine.